# Leichtauto
Die Leichtauto GmbH war ein deutscher Automobilhersteller in Berlin. 1924 wurde dort ein Kleinwagen gebaut.
Das Leichtauto war ein kleiner Zweisitzer. Er wurde durch einen Motorradmotor im Heck angetrieben. Die offene Karosserie bestand aus einem mit Kunstleder bespannten Stahlrohrgestell.

## Quelle
- Werner Oswald: Deutsche Autos 1920–1945, 10. Auflage, Motorbuch Verlag Stuttgart (1996), ISBN 3-87943-519-7, Seite 449